# 克里斯蒂安·塞巴羅斯
克里斯蒂安·塞巴羅斯（西班牙語：Cristian Ceballos，1992年12月3日—）是西班牙的一位足球運動員，在場上司職攻擊型中場或前鋒。他現在效力艾華卡拉。

## 外部連結
- Stats and profile at Zerozero （页面存档备份，存于）
- 克里斯蒂安·塞巴羅斯於ForaDeJogo的個人資料